# Straßenbahn Altenburg

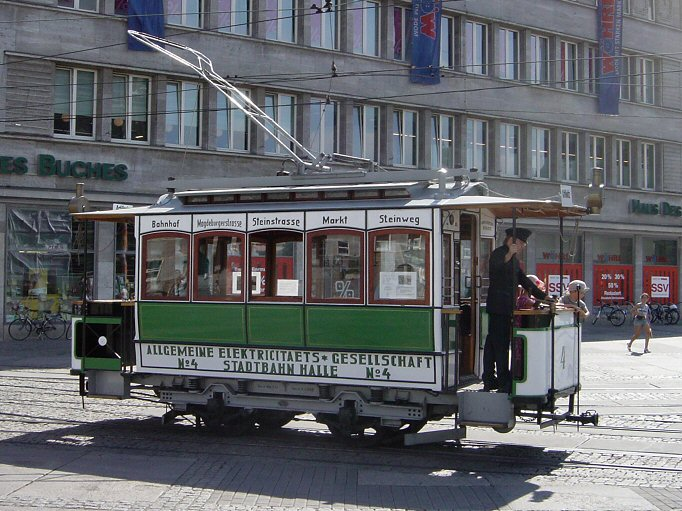
Der wiederaufgebaute Triebwagen 4 als historisches Fahrzeug bei der Halleschen Straßenbahn

Die Straßenbahn Altenburg verkehrte von 1895 bis 1920 in Altenburg. 

## Geschichte
Die Aktiengesellschaft Straßenbahn und Elektricitätswerk in Altenburg wurde 1894 gegründet, um die Residenzstadt Altenburg des Herzogtums Sachsen-Altenburg mit elektrischem Strom zu versorgen und dort eine öffentliche Verkehrsverbindung einzurichten. Die Allgemeine Elektricitäts-Gesellschaft (AEG) war Hauptaktionär und legte eine 4,5 Kilometer lange eingleisige Strecke mit insgesamt fünf Ausweichen in Meterspur an. Diese verband den Bahnhof von Altenburg mit der Innenstadt; am Theater teilte sich die Bahn und umfuhr in einer Schleife den Stadtkern bis zur Schützenstraße. Am Agnesplatz zweigte ein Gleis zur Wilhelmstraße ab, wo sich das Depot und die Kraftstation befanden. Am 18. April 1895 konnte der Betrieb mit acht Triebwagen eröffnet werden. Ferner wurden ab dem 16. September 1900 mit zwei speziellen Posttriebwagen Sendungen zwischen dem Bahnhof und dem Postamt am Josephsplatz (Theaterplatz) befördert. Es war dies, abgesehen von der Pferdestraßenbahn in Döbeln, die dies bereits ab 1892 vornahm, die erste Poststraßenbahn in Deutschland.
In der Krisenzeit nach dem Ende des Ersten Weltkrieges konnte die Straßenbahn nicht mehr wirtschaftlich betrieben werden und wurde am 31. März 1920 eingestellt. Die Gesellschaft nannte sich seit dem 14. Mai 1923 „Stromversorgung Altenburg AG“. Da Schienen und Oberleitung bereits abgebaut waren, konnte man mit einer Wiedereröffnung der Straßenbahn nicht mehr rechnen. 
Die Stadt Altenburg richtete am 1. Oktober 1929 einen Omnibusbetrieb in der Form eines städtischen Eigenbetriebs ein, der 1939 zwei Stadtbuslinien sowie zwei Überlandlinien nach Schmölln und Zechau unterhielt. Dafür standen dreizehn Kraftomnibusse zur Verfügung.

## Relikte
Teile eines Wagenkastens wurden in den 1980er Jahren wiederentdeckt. Der Wagen, 1894 von P. Herbrand & Co. Köln und Allgemeine Elektrizitäts-Gesellschaft hergestellt, wurde 1991 in Halle (Saale) restauriert und fährt dort heute im Straßenbahnmuseum Halle mit der Nummer Tw4 als historisches Fahrzeug. In Halle wurde bereits 1891 mit baugleichen Fahrzeugen der elektrische Betrieb aufgenommen.

## Rezeption
Die Straßenbahn wurde für das Computerspiel Transport Fever und Transportfever 2 als Modell zur Verfügung gestellt. 